# Rud södra
Rud södra is een plaats in de gemeente Hammarö in het landschap Värmland en de provincie Värmlands län in Zweden. De plaats heeft 93 inwoners (2005) en een oppervlakte van 33 hectare.